# Interessengemeinschaft Dampflok Nossen

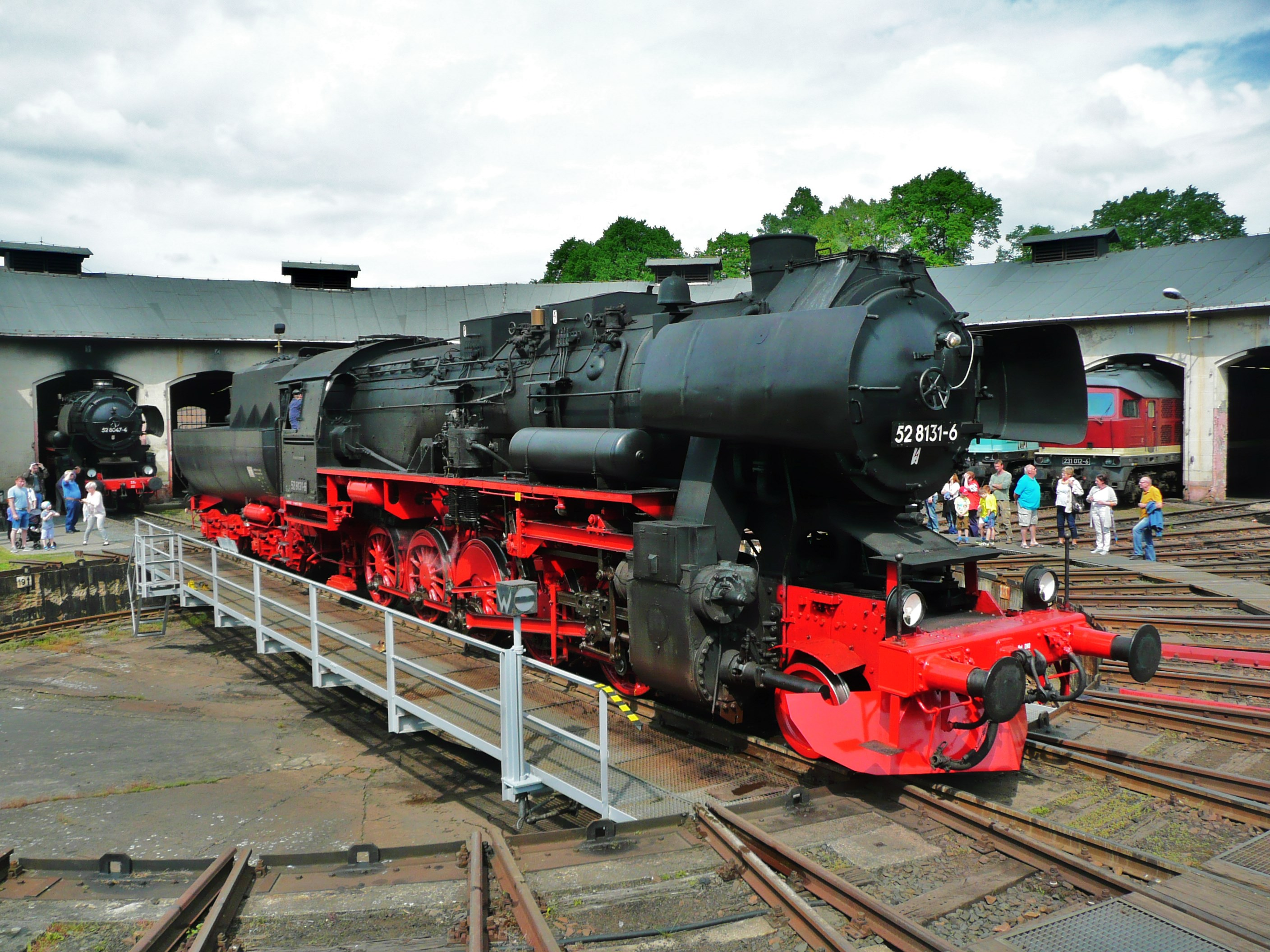
52 8131 der WFL bei einem Eisenbahnfest im Bahnbetriebswerk Nossen

Die Interessengemeinschaft Dampflok Nossen (kurz: „IG Dampflok Nossen“) ist ein gemeinnütziger Verein in Nossen, das an der Bahnstrecke Borsdorf–Coswig in Sachsen liegt.

## Geschichte
Der Bahnhof Nossen ist ein Eisenbahnknotenpunkt, in dem die Bahnstrecken Borsdorf–Coswig, Nossen–Moldava v Krušných horách (Zellwaldbahn), Riesa–Nossen und die Schmalspurbahn Freital-Potschappel–Nossen zusammenkamen. Deshalb entstanden umfangreiche Bahnanlagen und ein Bahnbetriebswerk zur Versorgung der Fahrzeuge. Durch schrittweise Stilllegungen der Strecken ab 1972 verlor der Knoten und das Bahnbetriebswerk an Bedeutung.
Im Bahnbetriebswerk hat seit 1992 der Verein IG Dampflok Nossen sein Domizil. Der Verein hält die Eisenbahntradition des Eisenbahnknotens Nossen und der Zellwaldbahn aufrecht. Dabei spielt der Museumsbahnhof Großvoigtsberg eine besondere Rolle in den Aktivitäten des Vereines. Ein wichtiges wirtschaftliches Standbein war der anfangs noch durchgeführten Personenverkehrs auf der Bahnstrecke Borsdorf–Coswig und die Anbindung des Tanklagers Rhäsa an die Bahnstrecke Riesa–Nossen, was einen regelmäßigen Eisenbahnbetrieb garantierte. Seit 2015 findet kein regelmäßiger öffentlicher Personennahverkehr in Nossen mehr statt.
Durch die vorhandenen Möglichkeiten zur Lokreparatur nutzt die Wedler Franz Logistik den Lokschuppen zur Reparatur von Diesel- und Dampflokomotiven. Im Bahnbetriebswerk werden Reparaturen an historischen Fahrzeugen durchgeführt, wie der 99 715. Dazu kommen vereinseigene Dampfloks, wobei es sich hauptsächlich um 52.80 und 50.35 handelt. Der VT 4.12.02 stand schon im Nossener Lokschuppen, der Platz für Unterstellmöglichkeiten bietet.

## In Nossen vorhandene Fahrzeuge
- 52 8047 Baujahr 1944 als 52 6359, rekonstruiert 1962, Vereinseigentum
- 23 1113, Baujahr 1959, Dauerleihgabe vom DB Museum
- 52 8131 der Wedler Franz Logistik
- 50 3610 der Wedler Franz Logistik
- 03 155 der Wedler Franz Logistik
- 23 1019 der Wedler Franz Logistik
- 99 778 Baujahr 1953, Dauerleihgabe der Sächsischen Dampfeisenbahngesellschaft, denkmalgeschützt als Kulturdenkmal der Lößnitzgrundbahn
- V100 101 Baujahr 1968, Vereinseigentum
- 234 304-4 Baujahr 1975 als 132 304-7, Dauerleihgabe vom DB Museum
- mehrere Kleinlokomotiven in Normalspur und Nebenfahrzeuge

## Bilder

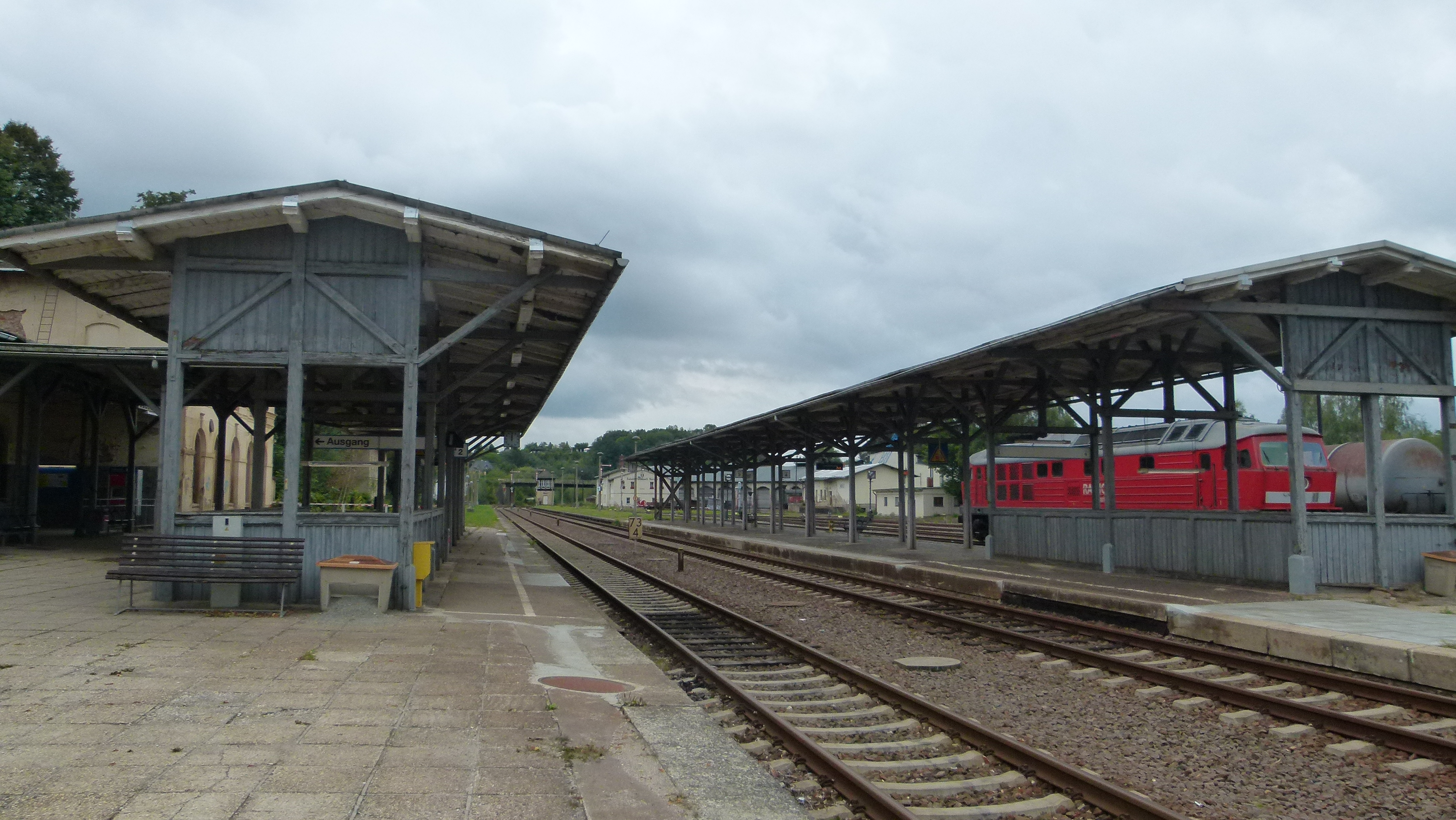
Bahnhofsgleise und Bahnbetriebswerk Nossen
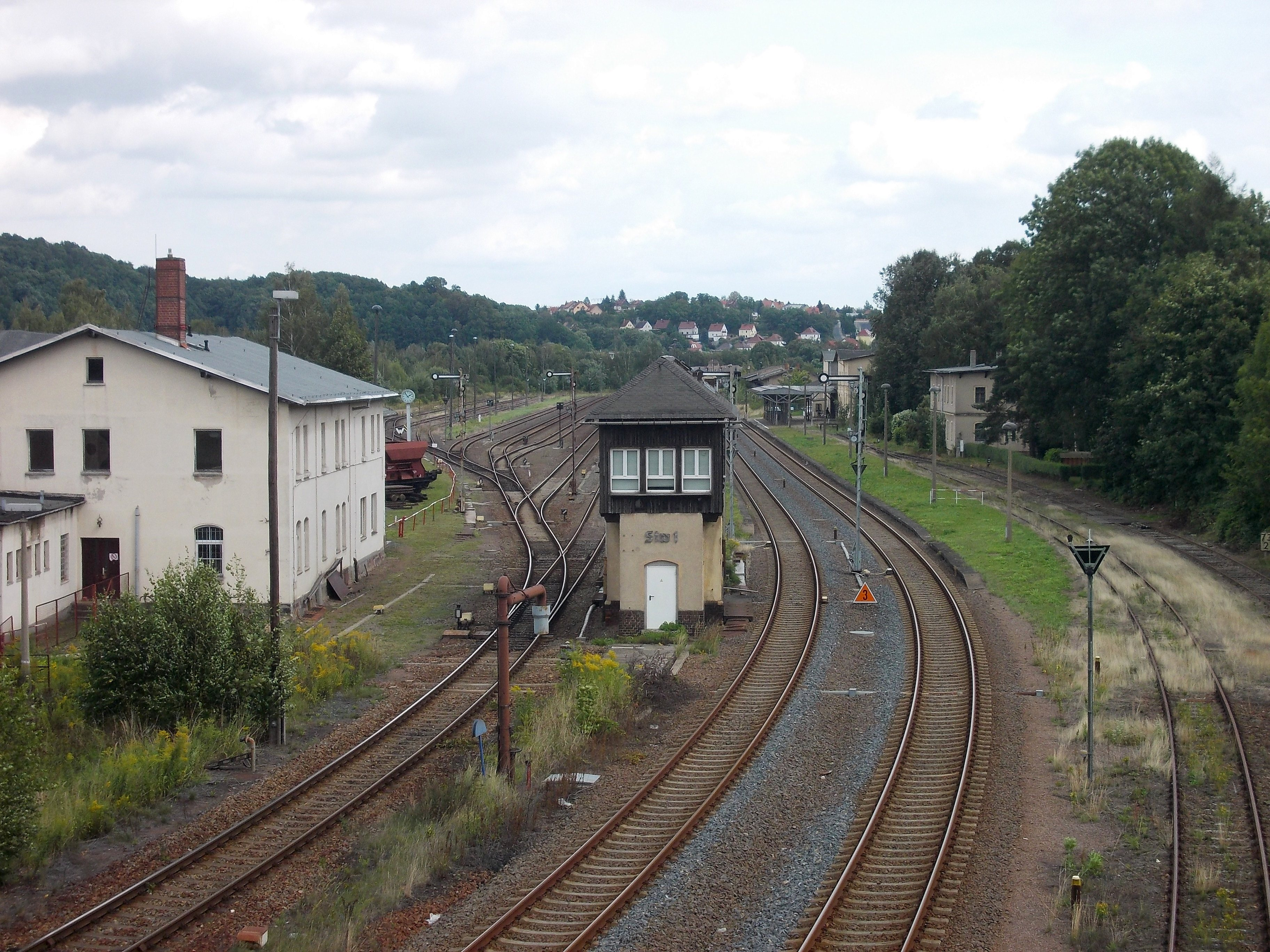
Blick auf die Nossener Bahnhofsgleise von der Bahnhofsbrücke aus
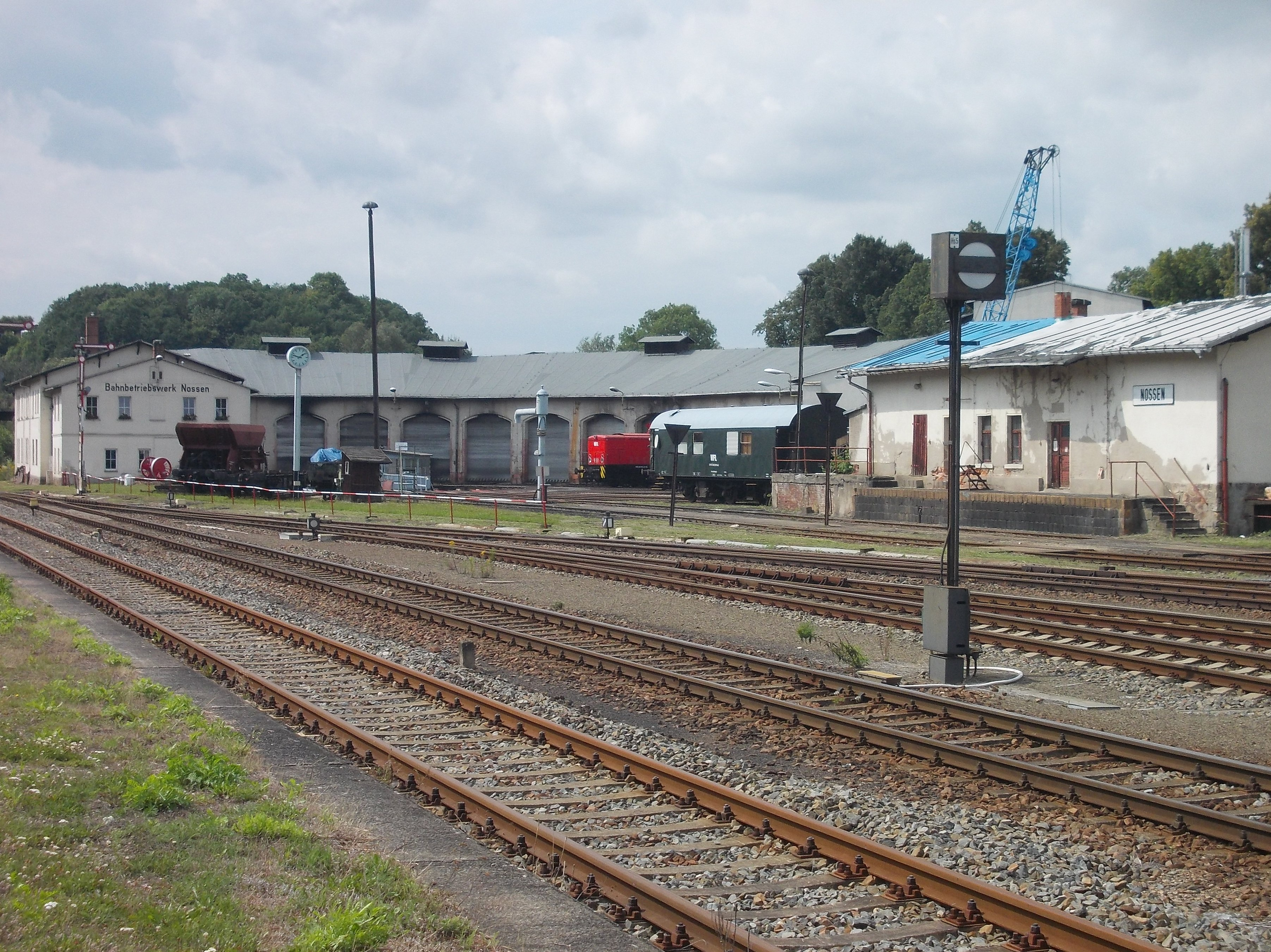
Blick auf das Bahnbetriebswerk von den Bahnhofsgleisen aus
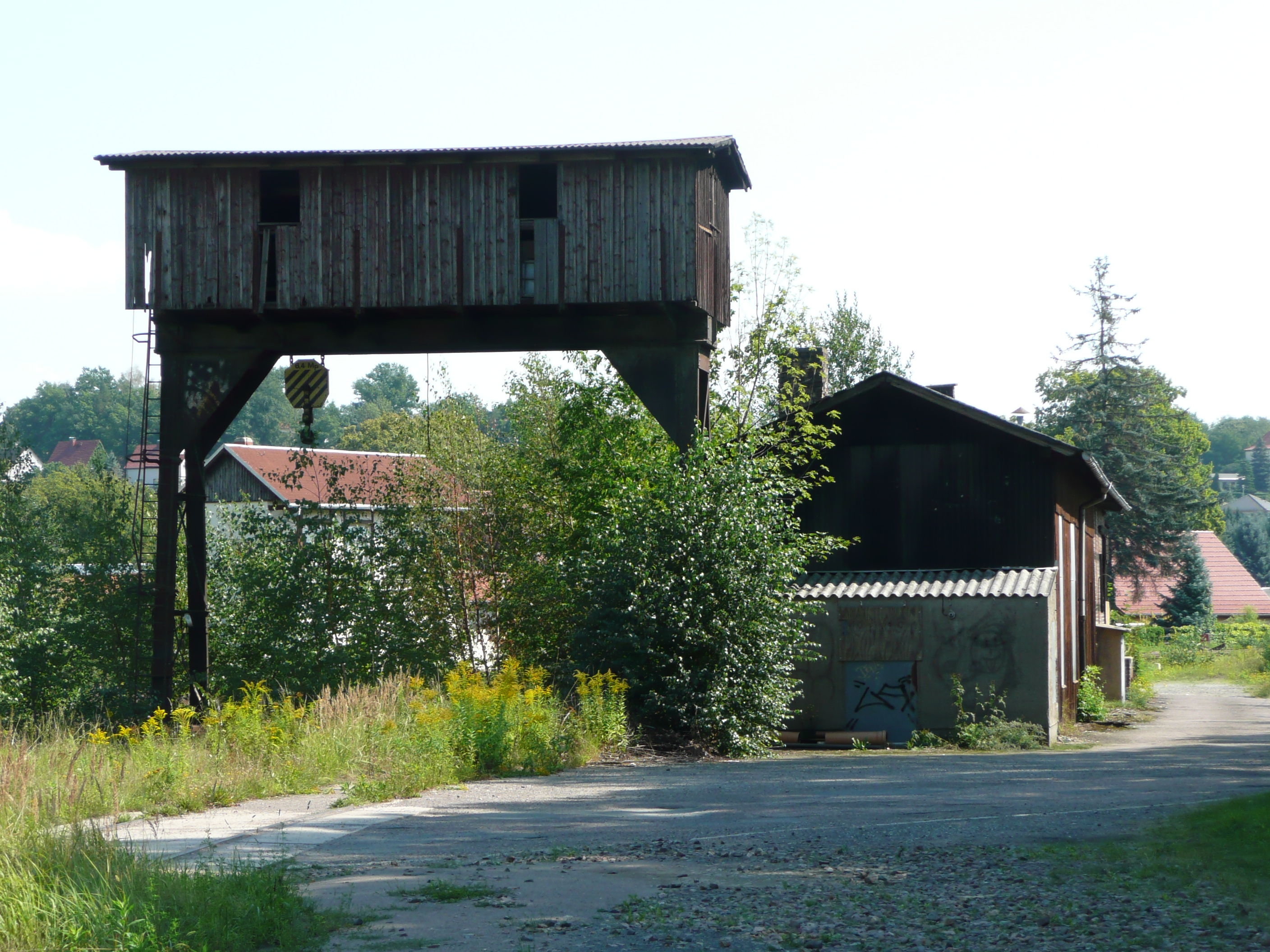
Schmalspurrelikte im Bahnhof Nossen – die Umladehalle und der Kohlebunker
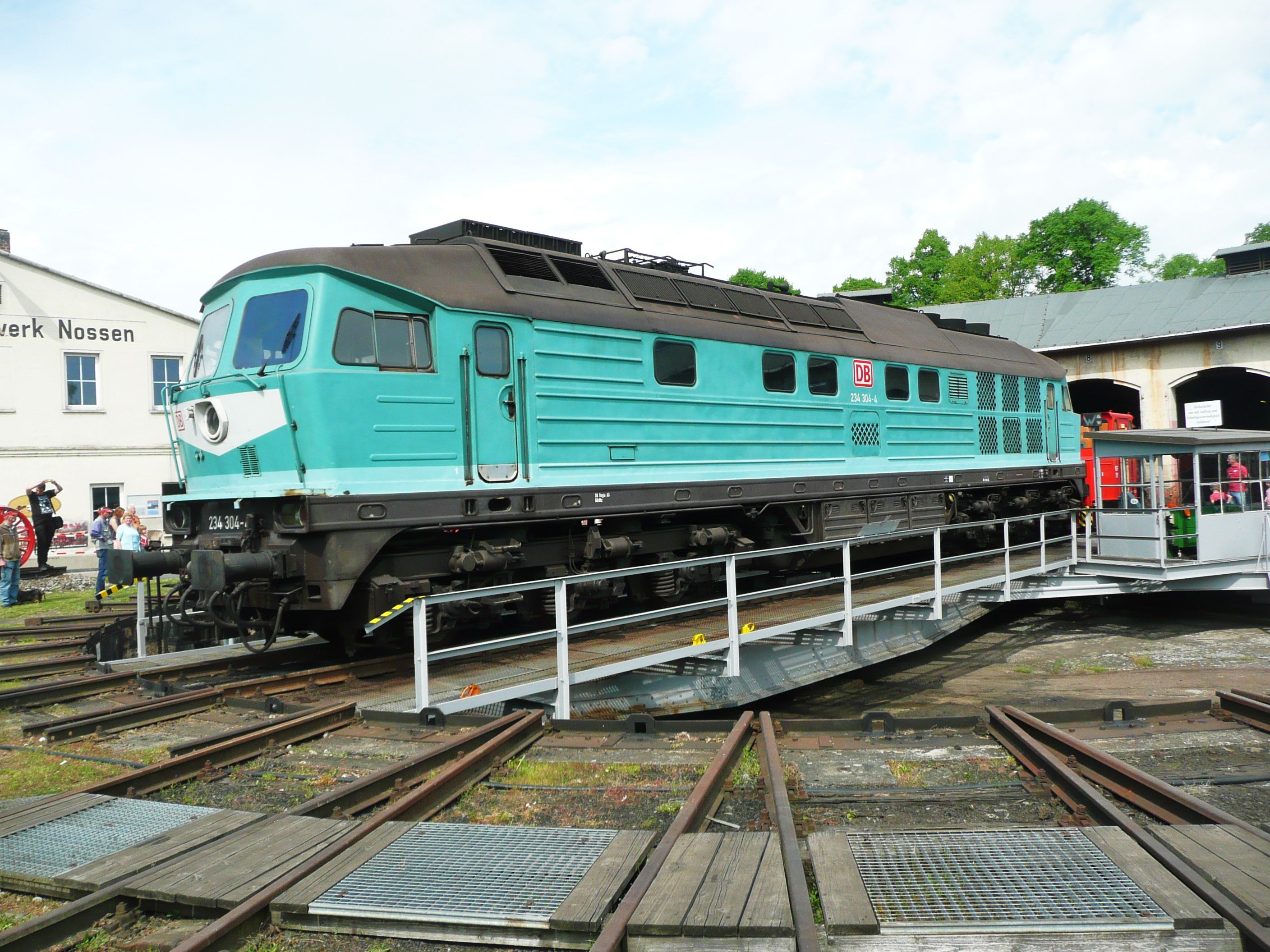
Lokomotive 234.304 als Dauerleihgabe in Nossen
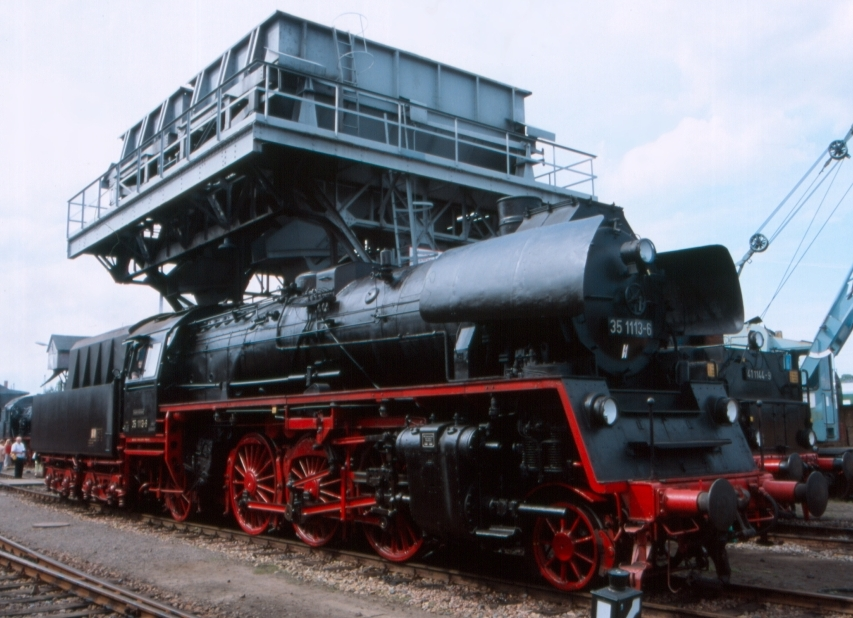
Lokomotive 35.1113 als Dauerleihgabe in Nossen
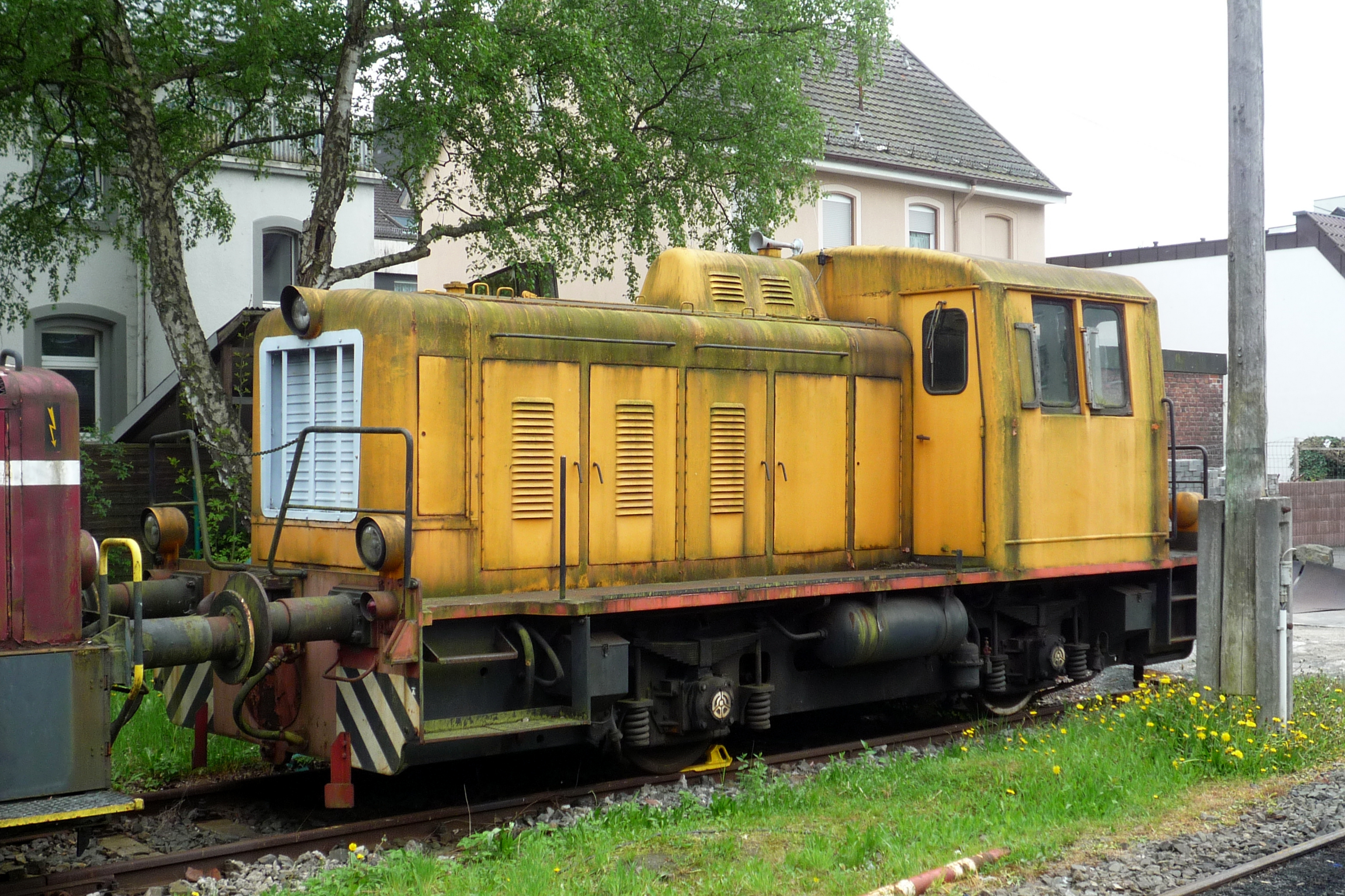
Zweiachsige normalspurige Lokomotive aus dem Jahr 1989
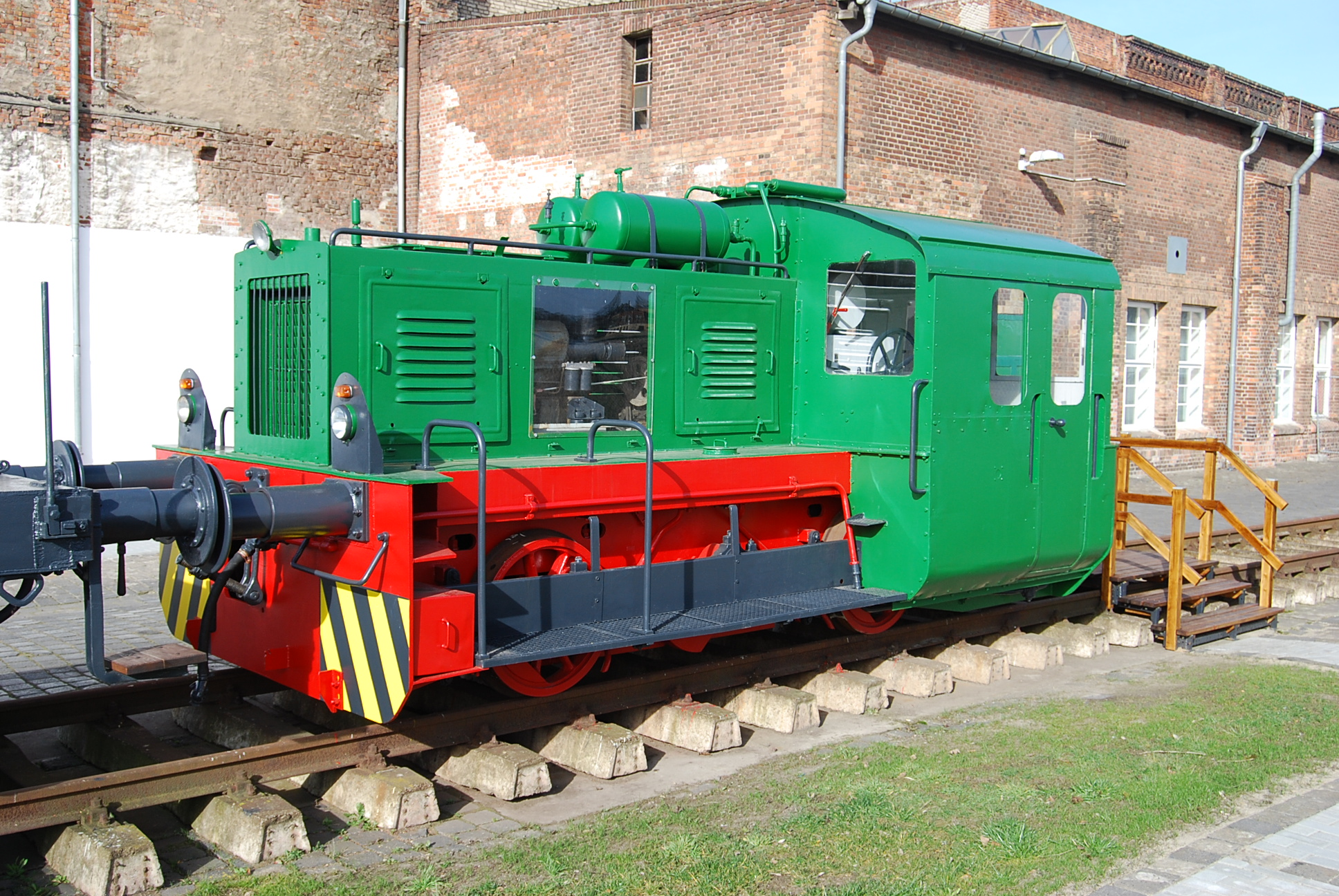
Kleinlokomotive der Reihe N4

## Aktivitäten
Der Verein führt regelmäßig Sonderfahrten mit dampf- und dieselbespannten Zügen durch, die zu verschiedenen Zielen in Sachsen und Thüringen führen. Die Lokomotiven von Wedler Franz Logistik wurden bisher bei verschiedenen Dampflokaktivitäten deutschlandweit verwendet.